# John Gerrard Keulemans
John Gerrard Keulemans (Rotterdam, 1842 – Londra, 29 marzo 1912) è stato un pittore e illustratore olandese.

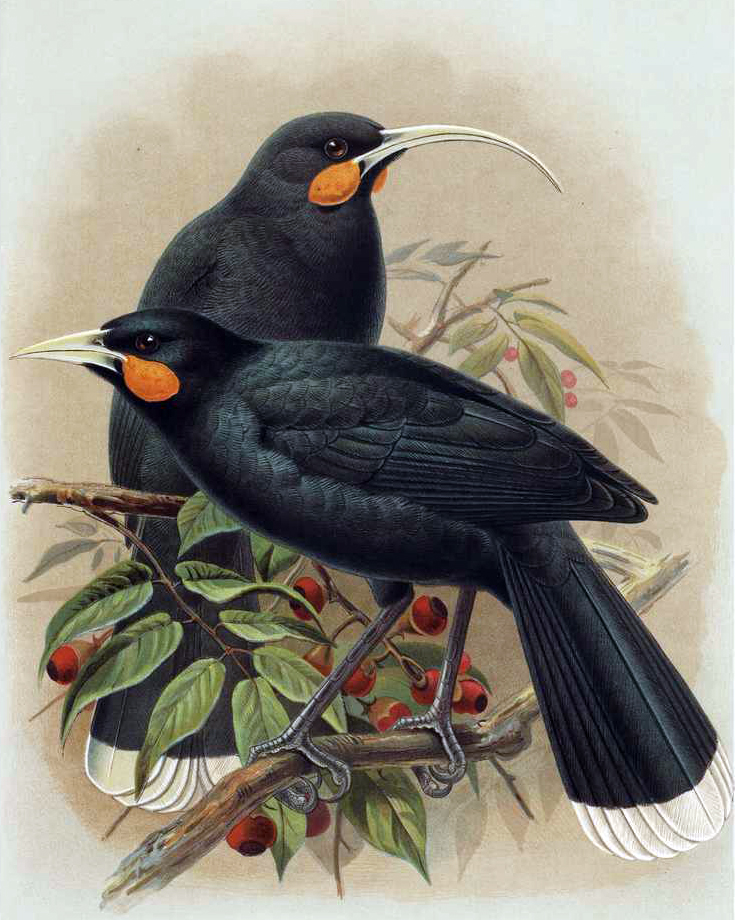
La litografia dell'huia.

Keulemans è celebre soprattutto per le sue litografie degli uccelli.
Acquistò una piantagione in Africa, al fine di stabilirsi lì, ma il progetto fallì. Tornato in Europa, divenne illustratore; nella sua opera era spesso assistito dalla moglie (anche se essa viene citata solo raramente). In questa nuova professione trovò il supporto di Hermann Schlegel, direttore del museo di storia naturale di Leida. Fu proprio lui a inviarlo in una spedizione in Africa occidentale nel 1864. Al suo ritorno in Europa nel 1866, Schlegel lo raccomandò al British Museum. Keulemans si trasferì allora in Gran Bretagna.
Le osservazioni effettuate in Africa sui Nettariniidi gli permisero di illustrare con grande talento l'opera di George Ernest Shelley (1840-1910) Monograph of the Nectarinidae (1876).
Partecipò alla stesura dei 27 volumi del Catalogue of the Birds del British Museum (dal 1874 al 1898). Fu un autore molto prolifico: realizzò anche 73 tavole per l'opera di Daniel Giraud Elliot (1835-1915) Monograph of the Hornbills (1887-1892), 120 per Monograph on Kingfishers (1868-1871) di Richard Bowdler Sharpe (1847-1909), 149 per Monograph on Thrushes (1902) di Henry Seebohm (1832-1895), 84 per Biologia Central Americana (1879-1904) di Osbert Salvin (1835-1898) e altre tavole per Birds of Europe (1871-1896) di Henry Eeles Dresser (1838-1915) e per A History of the Birds of New Zealand (1873 e 1905–1906) di Sir Walter Lawry Buller (1838-1906). Illustrò allo stesso modo vari articoli scientifici, specialmente per le Transactions of the Zoological Society of London.
History of the Birds of New Zealand, di Sir Buller, venne stampata in 500 copie con 36 tavole litografiche a colori dipinte a mano una ad una. Il successo fu tale che ne venne realizzata una seconda edizione comprendente maggiori dettagli (riguardanti in particolare le sinonimie e la distribuzione delle specie) e soprattutto la descrizione di nuove specie. Essendo andate perdute le litografie della prima edizione, Keulemans fu costretto a ridisegnarle tutte. Questa seconda edizione venne pubblicata in tredici fascicoli tra il luglio del 1887 e il dicembre del 1888 (e nuovamente arricchita da due nuovi volumi nel 1905 e nel 1906). La tiratura fu di 1000 copie e di 500 copie per i supplementi.